# Сезон Швейцарської НЛБ 1947—1948
Національна ліга В 1947—1948 — 1-й чемпіонат Швейцарії з хокею (Національна ліга В), чемпіоном став клуб «Амбрі-Піотта». За регламентом чемпіонат проводився у двох групах, після чого у фіналі дві найкращі команди виявили чемпіона.

## Груповий етап

### Група «Захід»
| М. | Команда      |
| -- | ------------ |
| 1. | Ла Шо-де-Фон |
| 2. | Вісп         |
| 3. | ХК Клотен    |
| 4. | ХК Базель    |

### Група «Схід»
| М. | Команда      |
| -- | ------------ |
| 1. | Амбрі-Піотта |

## Фінал
- Амбрі-Піотта — Ла Шо-де-Фон